# 金祚
金 祚（きん そ、生没年不詳）は、中国の北魏末から北斉にかけての軍人。字は神敬。本貫は安定郡。

## 経歴
北魏の正光年間、隴右地方で反乱が起こると、金祚は雍州刺史の元猛の召募に応じて、軍導となった。軍功により太中大夫の位を受けた。永安年間、元天穆に従って邢杲の乱を討ち、涇州・岐州の刺史を歴任した。普泰元年（531年）、金祚は爾朱天光の下で東秦州の留守をつとめた。賀抜岳の上表により東雍州刺史となり、その命により仇池の楊紹先を百頃で討った。永熙3年（534年）、帰還しないうちに賀抜岳が侯莫陳悦に殺害されたため、金祚は侯景の説得に応じて高歓に帰順し、安定県公に封じられた。のちに孝武帝に従って関中に入り、宇文泰の下で兗州刺史となり、太僕卿・衛尉卿を歴任した。西魏の東北道大都督・晋州刺史となり、東雍州に入った。高歓の派遣した尉景に敗れて東魏に降った。武定元年（543年）、邙山の戦いでは、大都督として従軍して西魏の軍を破った。華州刺史に任じられた。天保元年（550年）、北斉が建国されると、開府儀同三司の位を加えられ、臨済県子の別封を受けた。死後、司空の位を追贈された。

## 伝記資料
- 『北斉書』巻27 列伝第19
- 『北史』巻53 列伝第41